# NGC 100
NGC 100 es una galaxia espiral localizada aproximadamente a 60 millones de años luz de distancia en la constelación de Piscis. Tiene una magnitud aparente de 13.2. Se encuentra en AR 24min 2.6s, Dec +16º29'11" NGC 100. Fue descubierta por primera vez el 10 de noviembre de 1885 por el astrónomo estadounidense Lewis Swift.